# Malá Štáhle
Malá Štáhle é uma comuna checa localizada na região de Morávia-Silésia, distrito de Bruntál‎.